# فرانك وورموث
فرانك وورموث (بالألمانية: Frank Wormuth)‏ (13 سبتمبر 1960 ببرلين في ألمانيا - ) هو مدرب كرة قدم ولاعب كرة قدم ألماني في مركز الدفاع. لعب مع نادي فرايبورغ ونادي هرتا برلين وOffenburger FV ‏ ونادي فريبيرغ.

## وصلات خارجية
- فرانك وورموث على موقع قاعدة بيانات كرة القدم.إي يو (الإنجليزية)
- فرانك وورموث على موقع بيانات كرة القدم. دي إي (الألمانية)
- فرانك وورموث على موقع عالم كرة القدم.نت (الإنجليزية)